# Meteorium guyanense
Meteorium guyanense là một loài Rêu trong họ Meteoriaceae. Loài này được (Mont.) Mitt. mô tả khoa học đầu tiên năm 1869.